# Пільзно (гміна)
Гміна Пільзно (пол. Gmina Pilzno) — місько-сільська гміна у східній Польщі. Належить до Дембицького повіту Підкарпатського воєводства.
Станом на 31 грудня 2011 у гміні проживало 17767 осіб.

## Територія
Згідно з даними за 2007 рік площа гміни становила 165.21 км², у тому числі:
- орні землі: 66.00%
- ліси: 24.00%

Таким чином, площа гміни становить 21.28% площі повіту.

## Населення
Станом на 31 грудня 2011:
| Опис     | Загалом | Загалом | Чоловіки | Чоловіки | Жінки | Жінки |
| -------- | ------- | ------- | -------- | -------- | ----- | ----- |
| одиниця  | осіб    | %       | осіб     | %        | осіб  | %     |
| все      | 17767   | 100     | 8901     | 50.10    | 8866  | 49.90 |
| міське   | 4710    | 100     | 2316     | 49.17    | 2394  | 50.83 |
| сільське | 13057   | 100     | 6585     | 50.43    | 6472  | 49.57 |

## Сусідні гміни
Гміна Пільзно межує з такими гмінами: Бжостек, Дембиця, Йодлова, Риґліце, Скшишув, Чорна.